# 明石昌子
明石 昌子（あかし しょうこ、3月19日 - ）は、福岡県を中心に活動するモデル・タレント・ラジオパーソナリティ。福岡県福岡市生まれ。西南学院高等学校、西南学院大学卒業。福岡市のモデル・タレント事務所シナプス所属。

## 出演作品
ラジオ
- Tenjin Fondue（天神エフエム）

過去
テレビ
- 恋のから騒ぎ（日本テレビ）16期生
- GeeBee（TNC）
- グルニエ★少年少女（テレビ西日本）
- 今夜も万事快調!（テレビ西日本）

※その番組で2015年2月12日OAにて、結婚を発表。同年3月いっぱいで番組を卒業も通達している。